# Alberto di Hohenzollern
Alberto di Brandeburgo Hohenzollern, in lingua tedesca Albrecht von Brandenburg (Cölln, 28 giugno 1490 – Aschaffenburg, 24 settembre 1545), è stato un cardinale e nobile tedesco.
Già vescovo di Halberstadt e poi Magdeburgo dal 1513, nel 1514 ottenne anche l'elezione ad arcivescovo elettore di Magonza nonostante il divieto di cumulo di cariche ecclesiastiche.
La vendita di indulgenze, promossa per pagare alla Sede Apostolica i diritti dovuti, suscitò forte indignazione e causò la protesta delle 95 tesi da parte di Martin Lutero.

## Biografia
Secondogenito del principe elettore Giovanni I di Brandeburgo e di Margherita di Sassonia, alla morte del padre (1499) ricevette il titolo di margravio e affiancò il fratello maggiore Gioacchino I nel governo dei suoi stati: diede un contributo significativo alla fondazione dell'università Viadrina di Francoforte sull'Oder (1505).
Nel 1506 prese la tonsura ed abbracciò la carriera ecclesiastica iniziando ad accumulare benefici e prebende (canonicati ai capitoli di Magonza, Magdeburgo e Treviri), che gli procurarono grandi ricchezze. Nel 1511 venne eletto coadiutore con diritto di successione del vescovo di Magdeburgo: nel 1513 divenne amministratore apostolico della diocesi e nel 1514, nonostante non avesse ancora raggiunto l'età canonica di 27 anni, ricevette la consacrazione episcopale. Intanto il capitolo cattedrale di Halberstadt l'aveva designato amministratore diocesano e papa Leone X, pur vigendo il divieto di accumulare cariche ecclesiastiche, approvò l'elezione.

### La questione delle indulgenze
Resasi vacante l'arcidiocesi di Magonza (1514), alla quale era anche collegata la prerogativa di principe elettore dell'Impero, Alberto avanzò la sua candidatura ed ottenne dai Fugger un prestito di 29.000 fiorini per l'acquisto della carica e per ottenere dal pontefice la dispensa dal divieto di cumulare vescovati: per rimborsare la somma, Roma gli concesse di trattenere la metà del denaro ricavato dalla vendita di indulgenze bandita da Leone X nel 1514, a seguito delle spese per le guerre anti-francesi, per finanziare la ricostruzione della basilica di San Pietro. Con la bolla Sacrosancti Salvatoris et Redemptoris (31 marzo 1515) il Papa gli dava il privilegio di dispensare l'indulgenza nei suoi territori per un periodo di otto anni: metà del denaro ricevuto sarebbe stato versato al Papa per il finanziamento della fabbrica di San Pietro in costruzione, e l'altra metà ai Fugger per restituzione del prestito.

Nel 1516 l'arcivescovo affidò l'incarico di predicare l'indulgenza al domenicano Johann Tetzel, il quale coniò il motto «appena una moneta gettata nella cassetta delle elemosine tintinna, un'anima se ne vola via dal Purgatorio». Le sue affermazioni, alquanto arbitrarie, suscitarono l'indignazione di molti teologi, tra i quali il frate agostiniano Martin Lutero, che dall'università di Wittenberg inviò ad Alberto di Hohenzollern, suo vescovo, il testo delle sue 95 tesi, nelle quali, tra le altre cose, negava l'efficacia di tali pratiche in suffragio delle anime dei defunti oltre ad attaccare la ricchezza e la corruzione del clero. Il Tetzel, screditato, fu richiamato ed allontanato dall'arcivescovo. Ma la questione diede inizio ad una contesa tra domenicani ed agostiniani con dispute accademiche e poi polemiche religiose sempre più popolari, fino al richiamo papale ed alla ribellione luterana (1520), seguita da scomunica papale e bando imperiale (1521).

### Il cardinalato
Fu elevato alla dignità cardinalizia nel concistoro del 24 marzo 1518: fu presbitero dei titoli di San Crisogono e San Pietro in Vincoli, ma non partecipò mai ai conclavi.
In occasione delle elezioni imperiali del 1519, sostenne la candidatura di Carlo d'Asburgo (dal quale ricavò la somma di 103.100 fiorini). Cercò di limitare la diffusione del protestantesimo sostenendo le leghe cattoliche di Dessau (1525) e Norimberga (1538) contro quella di Smalcalda; dopo l'incontro con Pierre Favre, aprì i suoi domini ai gesuiti ma, in cambio di una cospicua somma di denaro, concesse la libertà di culto agli abitanti di Magdeburgo. Fu amico degli umanisti Ulrich von Hutten ed Erasmo da Rotterdam.

### Le amanti del cardinale
Ebbe numerose amanti, con due delle quali convisse: Isabella Schütz e Agnes Strauß, vedova Pless, ed ebbe una lunga relazione con una certa Ursula Redinger.
Dalla Schütz il cardinale ebbe la figlia Anna, che fece sposare con il suo segretario Joachim Kirchner, e un successivo figlio, Albert. Nominò l'altra concubina, Agnes Strauß, reggente del convento di Schöntal ad Aschaffenburg. Si dice che abbia avuto anche una relazione con una non precisata cantante italiana la quale lo avrebbe tradito con un suo collaboratore, Hans von Schönitz, il quale, per tale motivo, con un pretesto, fu fatto giustiziare.
Del resto il cardinale Albert non fece mai mistero della sua vita amorosa, tanto che le sue amanti fecero da modelle, per essere rappresentate come sante, dei pittori Lucas Cranach e Matthias Grünewald. Albert morì nel 1545 e fu sepolto nel duomo di Magonza.

## Genealogia episcopale e successione apostolica
La genealogia episcopale è:
- Vescovo Dietrich von Bülow
- Cardinale Alberto di Hohenzollern

La successione apostolica è:
- Vescovo Georg von Rhein (1515)
- Arcivescovo Christoph von Braunschweig-Lüneburg (1518)
- Vescovo Nikolaus Schigmers, O.S.A. (1529)
- Vescovo Philipp von Flersheim (1530)
- Vescovo Balthasar Merklin (1530)
- Vescovo Michael Helding (1538)
- Vescovo Johannes von Weeze (1542)

## Ascendenza
|                            |                        |                                   | Genitori                        |  |  | Nonni |  |  | Bisnonni                  |  |  | Trisnonni                |  |
|                            |                        |                                   |                                 |  |  |       |  |  | Federico I di Brandeburgo |  |  | Federico V di Norimberga |  |
|                            |                        |                                   |                                 |  |  |       |  |  | Federico I di Brandeburgo |  |  | Federico V di Norimberga |  |
|                            |                        | Elisabetta di Meißen              |                                 |  |  |       |  |  | Federico I di Brandeburgo |  |  |                          |  |
| Alberto III di Brandeburgo |                        |                                   |                                 |  |  |       |  |  | Federico I di Brandeburgo |  |  |                          |  |
|                            |                        | Elisabetta di Baviera-Landshut    | Federico di Baviera-Landshut    |  |  |       |  |  |                           |  |  |                          |  |
|                            |                        | Elisabetta di Baviera-Landshut    | Federico di Baviera-Landshut    |  |  |       |  |  |                           |  |  |                          |  |
|                            |                        | Elisabetta di Baviera-Landshut    | Maddalena Visconti              |  |  |       |  |  |                           |  |  |                          |  |
| Giovanni I di Brandeburgo  |                        | Elisabetta di Baviera-Landshut    |                                 |  |  |       |  |  |                           |  |  |                          |  |
|                            |                        | Giacomo I di Baden                | Bernardo I di Baden             |  |  |       |  |  |                           |  |  |                          |  |
|                            |                        | Giacomo I di Baden                | Bernardo I di Baden             |  |  |       |  |  |                           |  |  |                          |  |
|                            |                        | Giacomo I di Baden                | Anna di Oettingen               |  |  |       |  |  |                           |  |  |                          |  |
| Margherita di Baden        |                        | Giacomo I di Baden                |                                 |  |  |       |  |  |                           |  |  |                          |  |
|                            |                        | Caterina di Lorena                | Carlo II di Lorena              |  |  |       |  |  |                           |  |  |                          |  |
|                            |                        | Caterina di Lorena                | Carlo II di Lorena              |  |  |       |  |  |                           |  |  |                          |  |
|                            |                        | Caterina di Lorena                | Margherita del Palatinato       |  |  |       |  |  |                           |  |  |                          |  |
| Alberto di Hohenzollern    |                        | Caterina di Lorena                |                                 |  |  |       |  |  |                           |  |  |                          |  |
|                            | Federico I di Sassonia | Federico III di Meißen            |                                 |  |  |       |  |  |                           |  |  |                          |  |
|                            | Federico I di Sassonia | Federico III di Meißen            |                                 |  |  |       |  |  |                           |  |  |                          |  |
|                            | Federico I di Sassonia | Caterina di Henneberg             |                                 |  |  |       |  |  |                           |  |  |                          |  |
| Guglielmo III di Sassonia  | Federico I di Sassonia |                                   |                                 |  |  |       |  |  |                           |  |  |                          |  |
|                            |                        | Caterina di Braunschweig-Lüneburg | Enrico IV di Brunswick-Lüneburg |  |  |       |  |  |                           |  |  |                          |  |
|                            |                        | Caterina di Braunschweig-Lüneburg | Enrico IV di Brunswick-Lüneburg |  |  |       |  |  |                           |  |  |                          |  |
|                            |                        | Caterina di Braunschweig-Lüneburg | Caterina di Pomerania-Wolgast   |  |  |       |  |  |                           |  |  |                          |  |
| Margherita di Sassonia     |                        | Caterina di Braunschweig-Lüneburg |                                 |  |  |       |  |  |                           |  |  |                          |  |
|                            |                        | Alberto II d'Asburgo              | Alberto IV d'Asburgo            |  |  |       |  |  |                           |  |  |                          |  |
|                            |                        | Alberto II d'Asburgo              | Alberto IV d'Asburgo            |  |  |       |  |  |                           |  |  |                          |  |
|                            |                        | Alberto II d'Asburgo              | Giovanna di Baviera-Straubing   |  |  |       |  |  |                           |  |  |                          |  |
| Anna d'Asburgo             |                        | Alberto II d'Asburgo              |                                 |  |  |       |  |  |                           |  |  |                          |  |
|                            |                        | Elisabetta di Lussemburgo         | Sigismondo di Lussemburgo       |  |  |       |  |  |                           |  |  |                          |  |
|                            |                        | Elisabetta di Lussemburgo         | Sigismondo di Lussemburgo       |  |  |       |  |  |                           |  |  |                          |  |
|                            |                        | Elisabetta di Lussemburgo         | Barbara di Cilli                |  |  |       |  |  |                           |  |  |                          |  |
|                            |                        | Elisabetta di Lussemburgo         |                                 |  |  |       |  |  |                           |  |  |                          |  |